# Machaonia
Machaonia là một chi thực vật có hoa trong họ Thiến thảo (Rubiaceae).

## Loài
Chi Machaonia gồm các loài: